# Rudnik Čevljanovići
Rudnik Čevljanovići – wieś w Bośni i Hercegowinie, w Federacji Bośni i Hercegowiny, w kantonie sarajewskim, w gminie Ilijaš. W 2013 roku pozostawała niezamieszkana.